# Arnaud Combret de Marcillac
Arnaud Combret de Marcillac est un homme politique français né le 28 novembre 1751 à Marcillac-la-Croisille (Corrèze) et mort à Beauregard-de-Terrasson le 5 juin 1829.

## Biographie
Lieutenant de maréchaussée, puis capitaine de gendarmerie, il est commandant dans la Corrèze. Il est député au Corps législatif par le département de la Corrèze de 1807 à 1811. C'est probablement en 1811 qu'il a acheté le château de Mellet à Beauregard-de-Terrasson.
Il s'est marié en 1779 avec Louise de Villatelle.
Il ne reconnaît être le père de Louis Léger Combret de Marcillac que lorsque ce dernier a 21 ans.

## Sources
- « Arnaud Combret de Marcillac », dans Adolphe Robert et Gaston Cougny, Dictionnaire des parlementaires français, Edgar Bourloton, 1889-1891 [détail de l’édition]